# Етногенез шведів

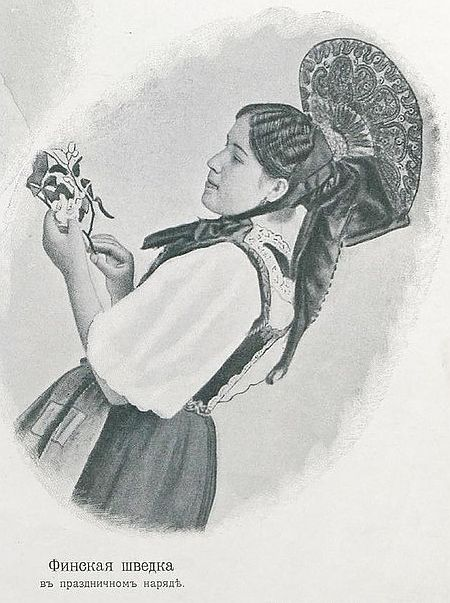
Шведка у святковому вбранні, Фінляндія, 1904 рік

Етногенез шведів —  історичний процес етнічного формування шведського народу.
За визначенням соціолога О. В. Нельги етногенез — це сукупність соціально-історичних та духовно-культурних процесів, що призводять до виникнення етнічного як явища і зумовлюють його подальший розвиток.

## Опис
Людина з'явилась у Швеції (в південній її частині) приблизно за 6 тис. років до н. е., на стадії неоліту. Люди жили тоді первісними родовими громадами, займалися полюванням і рибальством. Близько III тис. до н. е. населення перейшло до осілого скотарства й мотичного землеробства, за винятком північної Швеції, де аж до 1500 р. до н. е. утримувалася більш примітивна культура арктичного мисливського неоліту. Це автохтонне населення (лопарське) було поступово відтиснуто на північ німецькими племенами — свіонів (або свеями), геруламі, готами, гаутами та іншими, котрі переселялися до Швеції протягом II—I тис. до н. е.. Ці німецькі племена і склали етнічну основу шведської народності, яка виділилася в XI ст. з групи давньоскандинавських племен.
У I тис. н. е. суспільний лад населення Швеції був перехідним від общинно-родового до класового. У тодішній Швеції германські племена переходили від родової громади до сусідської. У VI—VII ст. в середній Швеції виникла перша держава — Свейське князівство, в якому панівне становище займали свіони на чолі з династією Інглінгів. У цей період широко поширилося патріархальне рабство. У VII—IX ст. Швеція вела жваву торгівлю з Руссю, Візантією, арабським Сходом, Франкською державою. Перше шведське місто Бірка (на озері Меларен) стало центром балтійської торгівлі. Деяке число шведів осіло уздовж шляху «із варягів у греки», але вони швидко слов'янізувалися.

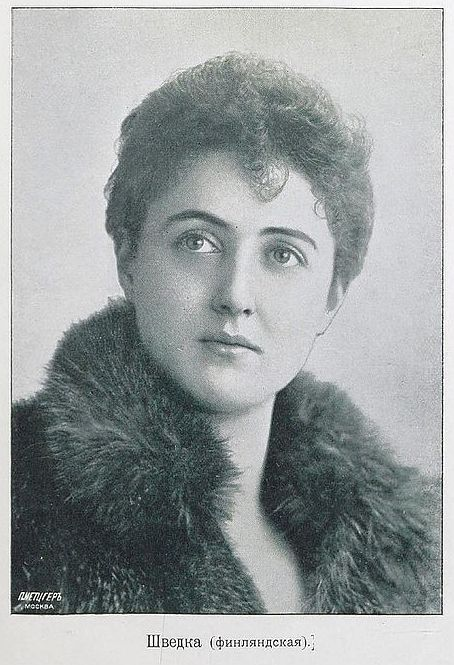
Шведка, 1904 рік

Певну роль в етногенезі шведів зіграли фіни й лопарі. У IX—XI ст. формується шведська мова, який належить до скандинавської групи германських мов. Найдавніші пам'ятки шведської мови (написи молодшими рунами) відносяться до IX ст..
У етногенезі шведів основну роль відіграли «йоти» (гети), тобто готи і свеї. Варіантом вимови терміна «йот» є «ют», назва предків сучасних данців. Свеї, за однією з версій, тлумачиться як «свої». Звідси походить етнонім «шведи» і назва Швеції, в оригіналі «швед. Sverige». У етногенезі шведів брали участь також фіни і саами.
Найдавніші писемні пам'ятки шведів відносять до IX ст.. У XI—XII ст. з утворенням держави почалася консолідація шведської нації. У добу вікінгів (IX—XI ст.) предки шведів здійснювали походи на Фінляндію та на Русь, аж до Константинополя. Існує версія, що, в першу чергу, шведські вікінги були причетні до утворення або посилення державності на Русі. Цих вікінгів якраз і називали «руссю».
Жвава торгівля і походи шведських вікінгів в IX—XI ст. свідчать про зростання соціального та майнового розшарування серед вільних членів громади, про посилення князівської влади й розвиток військово-дружинних відносин. На початку XI ст. при Улофі (Олафе) Шетконунге відбулося об'єднання країни в ранньофеодальне королівство. Підсилена шведська держава почала феодальну агресію на схід. З XII ст. робилися «хрестові походи» проти фінських племен, які завершилися в першій половині XIV ст. їх підкоренням. Але в самій Швеції економічна роз'єднаність окремих областей країни сприяла відокремленню різних етнічних груп і утворення кількох діалектних мовних груп: 

- північношведска,
- йот-ська (у складі якої розрізняються естер-йот-ський і вестер-йот-ський діалекти),
- свейська (у якій слід виділити дальський діалект),
- норландська власне у Швеції,
- гутнійська на острові Готланд і
- східношведська в межах Фінляндії[2].

У XII—XIV ст. зростання торгівлі призвело до розвитку ремесел, до пожвавлення економічних зв'язків між різними областями Швеції, що викликало появу великих ринкових центрів; деякі з них вже в XIV ст. мали загальношведське значення. Розвитку феодалізму в країні сприяла християнізація, що проводилася в XII в.. У XIV—XV ст. Швеція входила в унію поряд з Норвегією і Данією (під владою Данії).
З 1521 р. — здобула незалежність і боролася за панування на Балтиці. Однак постійні війни послаблювали могутність Швеції, заважали її капіталістичному розвитку. Швеція зазнала поразки в Північній війні з Росією (1700—1721 рр.). Що низвело Швецію на положення другорядної держави. За мирним договором 1721 р. вона втратила всі свої володіння в східній і частину володінь у південній Прибалтиці, а також південно-західну Карелію та Виборг. Посилився вплив Росії на внутрішні справи Швеції. Після миру 1743 р. до Росії від Швеції перейшла південно-східна частина Фінляндії.

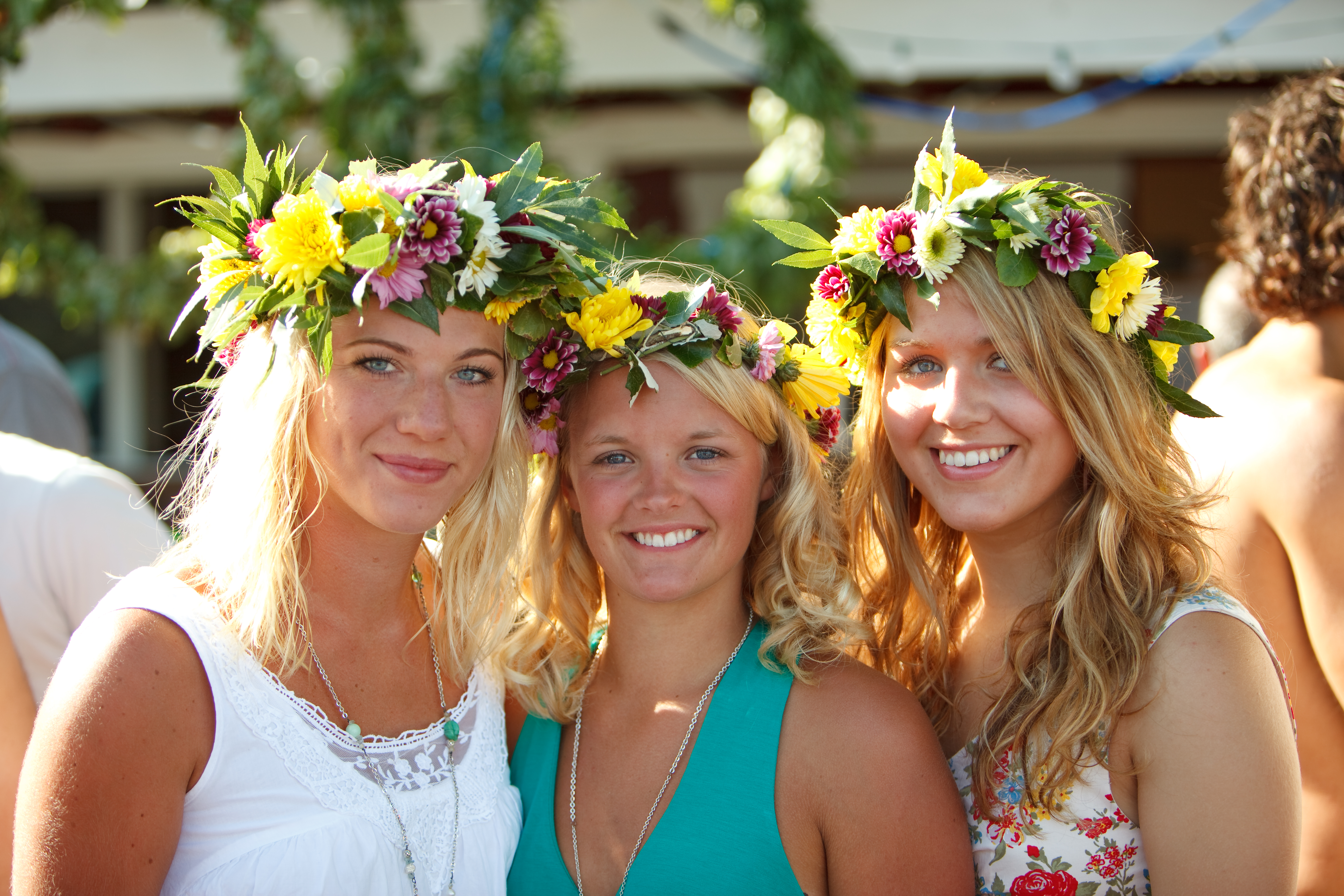
Шведські дівчата, 2009 рік

Нині народ Швеції займає східну та південну частини Скандинавського півострова, а також острови Готланд і Еланд в Балтійському морі. Площа Швеції — 449,7 тис. кв.км. Населення Швеції досягало до середини 1963 року 7 млн 604 тис. осіб. Національний склад країни досить однорідний: 

- близько 98 % її населення складають саме шведи[2].
- Значними національними меншинами є фіни (близько 25 тис. осіб в області Норботен), саами або лопарі (близько 10 тис. осіб) і євреї (5 тис. осіб), а також кілька тисяч нащадків трьохсот валлонських ремісників, що переселилися до Швеції в XVII ст. з Франції внаслідок релігійних гонінь[2]. У Швеції мешкає близько 200 тис. іноземців — естонців, німців, норвежців, данців, українців та ін.[2]. Більшість з них знаходиться тут тимчасово і зайняте головним чином у промисловості.

Громадяни шведського походження живуть у США і Канаді (близько 1,2 млн осіб), у Фінляндії (370 тис. осіб) та Данії (25 тис. осіб).